# Hypsiboas atlanticus
Espèce
Synonymes
- Hyla atlantica Caramaschi & Velosa, 1996

Statut de conservation UICN

 LC  : Préoccupation mineure
Hypsiboas atlanticus est une espèce d'amphibiens de la famille des Hylidae.

## Répartition
Cette espèce est endémique de l’État de Bahia au Brésil. Elle se rencontre dans les municipalités de Camamu, de Nilo Peçanha et d'Itabuna.

## Publication originale
- Caramaschi & Velosa, 1996 : Nova especie de Hyla Laurenti, 1768 do leste brasileiro (Amphibia, Anura, Hylidae). Boletim do Museu Nacional, Nova Série, Zoologia, vol. 365, p. 1-7.